# Yahoo (álbum)
Yahoo é o álbum de estreia da banda de pop rock homônima, lançado pela EMI em 1988. Inclui o single de maior sucesso da banda, "Mordida de Amor" (uma versão de "Love Bites" da banda britânica Def Leppard),  que entrou na trilha sonora da novela Bebê a Bordo. Outros singles foram "Pra Você Voltar" e "Delicious", esta última usada na trilha sonora da novela O Salvador da Pátria. O álbum teve vendagem superior a 100 mil cópias.

## Faixas
Lado A
| N.º | Título                | Compositor(es)                                      | Duração |  |
| 1.  | "Bobo"                | Robertinho de Recife, Zé Henrique                   | 04:35   |  |
| 2.  | "Nunca Mais"          | Zé Henrique                                         | 03:07   |  |
| 3.  | "Pra Você Voltar"     | Robertinho de Recife, Zé Henrique                   | 03:26   |  |
| 4.  | "Amor Me Chama"       | Robertinho de Recife, Zé Henrique                   | 02:57   |  |
| 5.  | "Mil Doses de Prazer" | Robertinho de Recife, Zé Henrique, Luciana Pessanha | 03:47   |  |

Lado B
| N.º | Título                         | Compositor(es)                                                                                              | Duração |  |
| 1.  | "Mordida de Amor (Love Bites)" | Steve Clark, Phil Collen, Joe Elliott, Robert John "Mutt" Lange, Rick Savage / versão: Robertinho de Recife | 03:38   |  |
| 2.  | "Que Saudade Que Dá"           | Robertinho de Recife                                                                                        | 03:50   |  |
| 3.  | "Delicious"                    | Robertinho de Recife                                                                                        | 03:20   |  |
| 4.  | "No País do Nada"              | Robertinho de Recife, Evandro Mesquita                                                                      | 03:25   |  |
| 5.  | "Vida de Cachorro"             | Rita Lee, Sérgio Baptista, Arnaldo Baptista                                                                 | 02:22   |  |